# Meyrueis
Meyrueis is een plaatsje en gemeente in het departement Lozère, in de regio Occitanie in Zuid-Frankrijk. De plaats is gelegen in de Vallée de la Jonte in de Cevennen, vlak bij het Nationaal Park Cevennen. Meyrueis telde op 1 januari 2022 778 inwoners.
Meyrueis valt onder het arrondissement Florac.
|  |

## Geografie
De oppervlakte van Meyrueis bedroeg op 1 januari 2022 104,68 vierkante kilometer; de bevolkingsdichtheid was toen 7,4 inwoners per km².

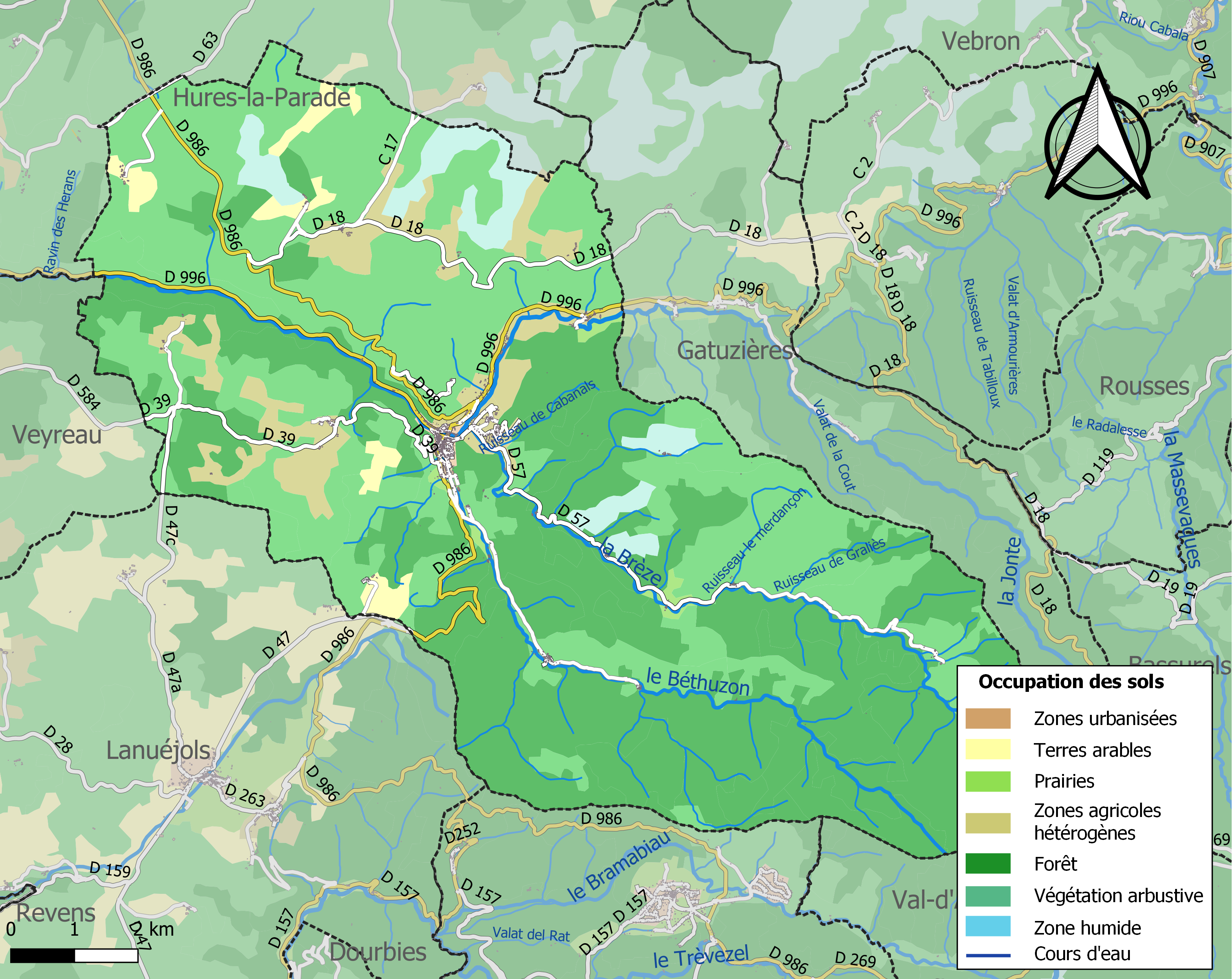
Kaart van de gemeente met de belangrijkste infrastructuur, bodemgebruik en omliggende gemeenten